# Élections législatives de 1919 en Ille-et-Vilaine
Les élections législatives françaises de 1919 en Ille-et-Vilaine se déroulent le 16 novembre 1919. 
Elles ont pour but d'élire les 8 députés représentant le département à la Chambre des députés pour un mandat de quatre années.

## Mode de scrutin
L’adoption, en juillet 1919, d'un nouveau système électoral (loi du 12 juillet 1919) mixte, alliant scrutin proportionnel plurinominal et scrutin majoritaire plurinominal à un tour dans le cadre du département, amène à l'abandon du scrutin uninominal majoritaire à deux tours par arrondissement, en vigueur depuis 1889. 
L'électeur peut mettre autant de noms que de sièges sur son bulletin.
Pour être élu il faut :
1. Rassembler une majorité absolue de suffrages exprimés sur son nom ;
2. Si tous les sièges ne sont pas pourvus avec la première condition, la répartition proportionnelle est mise en marche. Les sièges sont répartis au quotient, entre les différentes listes (le score d'une liste étant bien entendu égal à l'addition des voix recueillies individuellement par les candidats qui y figurent) ;
3. Les sièges non distribués au quotient sont tous attribués à la liste ayant recueilli le plus de voix.

Ce système très complexe, qui est plutôt majoritaire avec une correction proportionnelle, est décrié dès sa mise en place.

## Députés sortants
| Députés | Députés                                         | Parti                        | Fonctions lors de l'élection en 1919 |
| ------- | ----------------------------------------------- | ---------------------------- | --- |
|         | Robert Surcouf                                  | Gauche radicale              | Conseiller d'arrondissement de Châteauneuf-d'Ille-et-Vilaine, maire de Plerguer. Armateur, Propriétaire agricole, châtelain du Haut-Mesnil.                                   |
|         | Louis Deschamps *                               | Gauche radicale              | Sous-secrétaire d’État aux Postes et Télégraphes. Conseiller général de Rennes-Nord-Est, conseiller municipal de Rennes. Avocat à la Cour d'appel de Rennes, Croix de guerre. |
|         | Charles Guernier *                              | Gauche radicale              | Ancien Haut-commissaire auprès du Gouvernement britannique. Avocat, Professeur de Droit à l'Université de Lille.                                                              |
|         | René Brice                                      | Progressiste                 | Président du Conseil Général, conseiller de Sel-de-Bretagne. Avocat, Propriétaire agricole.                                                                                   |
|         | Alexandre Lefas                                 | Progressiste-Action libérale | Pas d'autres mandats. Avocat, Propriétaire agricole. |
|         | André Porteu de la Morandière                   | Action libérale              | Maire de Talensac. Propriétaire agricole, châtelain du Château de Bintin. |
|         | Maurice de Poulpiquet du Halgouët †(01/04/1919) | Conservateur                 | Conseiller général de Redon, maire de Renac. Ancien Lieutenant, Propriétaire agricole.                                                                                        |
|         | Jacques Le Cardinal de Kernier                  | Conservateur-AF              | Conseiller général de Vitré-Ouest, maire de Val-d'Izé. Propriétaire agricole, châtelain du Château du Bois-Cornillé.                                                          |

## Listes candidates
| N° | Candidats | Candidats          | Parti               | Principales fonctions |
| -- | --------- | ------------------ | ------------------- | --- |
| 01 |           | René Brice *       | Progressiste        | Président du Conseil général, Conseiller de Sel-de-Bretagne. Avocat, Propriétaire agricole.                                                                                   |
| 02 |           | Louis Deschamps *  | Gauche radicale     | Sous-secrétaire d’État aux Postes et Télégraphes. Conseiller général de Rennes-Nord-Est, conseiller municipal de Rennes. Avocat à la Cour d'appel de Rennes, Croix de guerre. |
| 03 |           | Charles Guernier * | Gauche radicale     | Ancien Haut-commissaire auprès du Gouvernement britannique. Avocat, Professeur de Droit à l'Université de Lille.                                                              |
| 04 |           | Alexandre Lefas *  | Progressiste        | Pas d'autres mandats. Avocat, Propriétaire agricole. |
| 05 |           | Robert Surcouf *   | Gauche radicale     | Conseiller d'arrondissement de Châteauneuf-d'Ille-et-Vilaine, maire de Plerguer. Armateur, Propriétaire agricole, châtelain du Haut-Mesnil.                                   |
| 06 |           | Francis Deniaud    | ARD                 | Vice-président de la Chambre de Commerce de Rennes. Industriel. |
| 07 |           | Jules Lecomte      | Démocratie nouvelle | Ancien président de la section départementale de l'Union nationale des combattants . Expéditionnaire à l'Arsenal de Rennes, Croix de guerre.                                  |
| 08 |           | Fernand Marçais    | ARD                 | Conseiller général de Hédé. Ingénieur agronome, Cultivateur, Croix de guerre.                                                                                                 |

| N° | Candidats | Candidats                         | Parti                         | Principales fonctions |
| -- | --------- | --------------------------------- | ----------------------------- | --- |
| 01 |           | Ferdinand Baston de La Riboisière | Action libérale               | Sénateur, conseiller général et maire de Louvigné-du-Désert. Propriétaire agricole, châtelain du Château de Monthorin.    |
| 02 |           | André Porteu de la Morandière *   | Action libérale               | Maire de Talensac. Propriétaire agricole, châtelain du Château de Bintin.                                                 |
| 03 |           | Jacques Le Cardinal de Kernier *  | Conservateur-Action française | Conseiller général de Vitré-Ouest, maire de Val-d'Izé. Propriétaire agricole, châtelain du Château du Bois-Cornillé.      |
| 04 |           | Charles Brisou                    | Action libérale               | Pas d'autres mandats. Industriel de Fonderie, Propriétaire agricole.                                                      |
| 05 |           | Maurice Huchet de Quénétain       | Action libérale               | Conseiller d'arrondissement de Guichen, maire de Saint-Senoux. Propriétaire agricole, châtelain du Château de la Molière. |
| 06 |           | René Marcille                     | Action libérale               | Vice-président de la Chambre de Commerce de Rennes. Avocat, Administrateur de Caisse d'épargne.                           |
| 07 |           | Gustave Poussineau                | Action libérale               | 1er adjoint au maire de Dinard. Ancien Officier de cavalerie, Propriétaire agricole.                                      |
| 08 |           | Charles Ruellan                   | Conservateur-Action française | Conseiller municipal de Paramé. Capitaine, Croix de guerre.                                                               |

| N° | Candidats | Candidats        | Parti | Principales fonctions |
| -- | --------- | ---------------- | ----- | --- |
| 01 |           | Albert Aubry     | SFIO  | Conseiller au prud'homme de Rennes. Instituteur, Invalide de guerre.                                                                      |
| 02 |           | Charles Bougot   | SFIO  | Conseiller municipal de Rennes, président ouvrier du Conseil de prud'hommes de Rennes. Ouvrier à l'Arsenal de Rennes, Invalide de guerre. |
| 03 |           | Jean Galez       | SFIO  | Conseiller au prud'homme de Rennes. Ajusteur à Saint-Malo, Administrateur de Coopérative.                                                 |
| 04 |           | Étienne Gourdin  | SFIO  | Conseiller municipal de Fougères. Secrétaire de la Bourse du travail de Fougères.                                                         |
| 05 |           | Louis Leclainche | SFIO  | Conseiller municipal de Rennes. Ajusteur aux Chemins de fer de l’État.                                                                    |
| 06 |           | Henri Lepouriel  | SFIO  | Conseiller municipal de Fougères. Ouvrier de la chaussure, directeur d'usine coopérative.                                                 |
| 07 |           | Eugène Leprince  | SFIO  | Conseiller municipal de Rennes. Agent de maîtrise de l’Arsenal de Rennes.                                                                 |
| 08 |           | Eugène Quessot   | SFIO  | Administrateur de la Fédération nationale des chemins de fer. Ajusteur aux Chemins de fer de l’État.                                      |

## Résultats

### Par listes
| Listes         | Listes                                           | Premier tour   | Premier tour | Premier tour | Sièges |
| Listes         | Listes                                           | Voix           | Moyenne      | %            | Sièges |
| -------------- | ------------------------------------------------ | -------------- | ------------ | ------------ | ------ |
|                | Liste Républicaine (Rad-ARD-Prog)                | 373 930        | 46 741       | 42,55        | 4      |
|                | Liste d'Union Nationale (Action lib.-Action fr.) | 360 674        | 45 084       | 41,04        | 3      |
|                | Liste de la Fédération Socialiste (SFIO)         | 112 986        | 14 123       | 12,86        | 1      |
|                |                                                  |                |              |              |        |
| Inscrits       | Inscrits                                         | Inscrits       | 159 464      | 100,00       | 8      |
| Votants        | Votants                                          | Votants        | 114 347      | 71,71        |        |
| Abstentions    | Abstentions                                      | Abstentions    | 45 117       | 28,29        |        |
| Blancs et nuls | Blancs et nuls                                   | Blancs et nuls | 4 487        | 3,92         |        |
| Exprimés       | Exprimés                                         | Exprimés       | 109 860      | 96,08        |        |

### Par candidats
| Candidat et groupe politique | Candidat et groupe politique      | Candidat et groupe politique  | Premier tour | Premier tour |
| Candidat et groupe politique | Candidat et groupe politique      | Candidat et groupe politique  | Voix         | %            |
| ---------------------------- | --------------------------------- | ----------------------------- | ------------ | ------------ |
|                              | René Brice *                      | Progressiste                  | 47 759       | 43,41        |
|                              | Louis Deschamps *                 | Gauche radicale               | 47 698       | 43,35        |
|                              | Charles Guernier *                | Gauche radicale               | 46 981       | 42,70        |
|                              | Fernand Marçais                   | ARD                           | 46 766       | 42,51        |
|                              | Francis Deniaud                   | ARD                           | 46 660       | 42,47        |
|                              | Alexandre Lefas *                 | Progressiste                  | 46 471       | 42,30        |
|                              | Jules Lecomte                     | Démocratie nouvelle           | 46 307       | 42,15        |
|                              | Robert Surcouf *                  | Gauche radicale               | 45 288       | 41,22        |
|                              |                                   |                               |              |              |
|                              | Ferdinand Baston de La Riboisière | Action libérale               | 45 972       | 41,51        |
|                              | Charles Ruellan                   | Conservateur-Action française | 45 502       | 41,36        |
|                              | Gustave Poussineau                | Action libérale               | 45 295       | 41,23        |
|                              | René Marcille                     | Action libérale               | 45 271       | 41,21        |
|                              | André Porteu de la Morandière *   | Action libérale               | 45 085       | 41,04        |
|                              | Charles Brisou                    | Action libérale               | 44 858       | 40,83        |
|                              | Maurice Huchet de Quénétain       | Action libérale               | 44 819       | 40,80        |
|                              | Jacques Le Cardinal de Kernier *  | Conservateur-Action française | 44 172       | 40,21        |
|                              |                                   |                               |              |              |
|                              | Albert Aubry                      | SFIO                          | 15 301       | 13,93        |
|                              | Charles Bougot                    | SFIO                          | 14 391       | 13,10        |
|                              | Eugène Quessot                    | SFIO                          | 13 974       | 12,72        |
|                              | Henri Lepouriel                   | SFIO                          | 13 972       | 12,72        |
|                              | Étienne Gourdin                   | SFIO                          | 13 891       | 12,64        |
|                              | Jean Galez                        | SFIO                          | 13 851       | 12,61        |
|                              | Eugène Leprince                   | SFIO                          | 13 818       | 12,58        |
|                              | Louis Leclainche                  | SFIO                          | 13 788       | 12,55        |
|                              |                                   |                               |              |              |
| Inscrits                     | Inscrits                          | Inscrits                      | 159 464      | 100,00       |
| Votants                      | Votants                           | Votants                       | 114 347      | 71,71        |
| Abstention                   | Abstention                        | Abstention                    | 45 117       | 28,29        |
| Blancs et nuls               | Blancs et nuls                    | Blancs et nuls                | 4 487        | 3,92         |
| Exprimés                     | Exprimés                          | Exprimés                      | 109 860      | 96,08        |

## Députés élus
| Députés | Députés                           | Parti                         | Fonctions lors de l'élection en 1919 |
| ------- | --------------------------------- | ----------------------------- | --- |
|         | Albert Aubry                      | SFIO                          | Conseiller au prud'homme de Rennes. Instituteur, Invalide de guerre. |
|         | Louis Deschamps *                 | Gauche radicale               | Sous-secrétaire d’État aux Postes et Télégraphes. Conseiller général de Rennes-Nord-Est, conseiller municipal de Rennes. Avocat à la Cour d'appel de Rennes, Croix de guerre. |
|         | Charles Guernier *                | Gauche radicale               | Ancien Haut-commissaire auprès du Gouvernement britannique. Avocat, Professeur de Droit à l'Université de Lille.                                                              |
|         | Fernand Marçais                   | ARD                           | Conseiller général de Hédé. Ingénieur agronome, Cultivateur, Croix de guerre.                                                                                                 |
|         | René Brice *                      | Progressiste                  | Président du Conseil général, Conseiller de Sel-de-Bretagne. Avocat, Propriétaire agricole.                                                                                   |
|         | Ferdinand Baston de La Riboisière | Action libérale               | Sénateur, conseiller général et maire de Louvigné-du-Désert. Propriétaire agricole, châtelain du Château de Monthorin.                                                        |
|         | Gustave Poussineau                | Action libérale               | 1er adjoint au maire de Dinard. Ancien Officier de cavalerie, Propriétaire agricole.                                                                                          |
|         | Charles Ruellan                   | Conservateur-Action française | Conseiller municipal de Paramé. Capitaine, Croix de guerre. |